# Acid Tongue
Acid Tongue è il secondo album in studio da solista della cantante statunitense Jenny Lewis, pubblicato nel 2008.

## Tracce
1. Black Sand – 2:53 (Jenny Lewis)
2. Pretty Bird – 3:46 (Lewis)
3. The Next Messiah – 8:47 (Lewis, Johnathan Rice)
4. Bad Man's World – 3:40 (Lewis, Rice)
5. Acid Tongue – 3:54 (Lewis)
6. See Fernando – 3:33 (Lewis)
7. Godspeed – 4:32 (Lewis)
8. Carpetbaggers – 3:33 (Rice)
9. Trying My Best to Love You – 3:07 (Lewis, Rice)
10. Jack Killed Mom – 5:27 (Lewis, Rice)
11. Sing a Song for Them – 4:09 (Lewis, Rice)